# فاخر محمد أبو عمرين
الشريف فاخر بن محمد بن القاسم ابوعمرين وابوعمرين نسبة إلى جده الشريف ابوعمرين عبدالله بن أبو الطيب داود وهو من الأشراف السليمانيين وتحديداً من الأشراف الفاتيكون ويعتبر جد الأشراف الفواخر بالحجاز وتهامة الحجاز والمهدية أو القواسم بمنطقة جازان وتهامة عسير.

## اسمه ونسبه
الشريف فاخر بن محمد بن القاسم بن المهدي بن قاسم بن بركة بن قاسم بن محمد بن حمزة بن قاسم بن عبد الله بن أبو الطيب داود بن عبد الرحمن بن أبي الفاتك عبد الله بن داود بن سليمان بن عبد الله الرضا بن موسى الجون بن عبد الله المحض بن الحسن المثنى بن الحسن السبط بن علي بن أبي طالب .

## نشأته
ولد الشريف فاخر بن محمد سنة (908هـ - 1502م) في مكة المكرمة عاش طفولته في كنف أبيه وأمه فاطمة بنت حميدان بن شامان أمير المدينة المنورة وكان مقربا من شريف مكة والحجاز الشريف محمد أبو نمي الثاني.

## خلافه مع أبو نمي
وقع خلاف بينه وبين شريف مكة الشريف محمد أبو نمي عندما اراد ضم إمارة الأسرة القطبية آخر أسر الأشراف السليمانيين الذين حكموا المخلاف السليماني عام 943 هـ إلى حكمه كونهم من آل البيت واقرب نسبا اليه.

## مناصبه
- عيين من ضمن القادة التي حاربت الإستعمار البرتغالي عام (948هـ - 1541م) بقيادة الشريف محمد أبو نمي الثاني عندما استولوا على قلعة جدة حيث لبى نداء أبو نمي في مكة بالجهاد ضد الإستعمار.
- عيين اميرا على تهامة الحجاز عام (974 هـ - 1566م) تحت حكم الشريف محمد أبو نمي الثاني ولم يدم بها طويلا لوفاته.[4]

## أبنائه
لديه العديد من الأبناء وانتشرت سلالته بالحجاز وتهامة الحجاز وتهامة عسير وجازان.

## وفاته
توفي الشريف فاخر بن محمد عام (982 هـ - 1574م) بتهامة الحجاز عن عمر يناهز 72 عاما.